# Amanoa caribaea
Amanoa caribaea là một loài thực vật có hoa trong họ Diệp hạ châu. Loài này được Krug & Urb. mô tả khoa học đầu tiên năm 1897.